# Upper Thames (circonscription du Parlement européen)
Upper Thames était une circonscription du Parlement européen crée pour l'élection du Parlement européen de 1979 et a cessé d'exister en 1984, en raison de la réorganisation des frontières.
Avant l’adoption uniforme de la représentation proportionnelle en 1999, le Royaume-Uni utilisait le système uninominal à un tour pour les élections européennes en Angleterre, en Écosse et au pays de Galles. Les conscriptions du Parlement européen utilisées dans ce système étaient plus petites que les circonscriptions régionales les plus récentes et ne comptaient chacune qu'un seul membre au Parlement européen.
Upper Thames se composait des circonscriptions du Parlement de Westminster (sur leurs limites de 1974) de Abingdon, Devizes, Henley, Newbury, Swindon, Reading North, et Reading South. Son unique membre du Parlement européen était Robert Jackson.

## Membre du Parlement européen
| Élection                    | Élection | Portrait | Membre         | Parti        |
| --------------------------- | -------- | -------- | -------------- | ------------ |
|                             | 1979     |          | Robert Jackson | Conservateur |
| 1984 circonscription abolie |          |          |                |              |

## Résultats des élections
Les candidats élus sont indiqués en gras.
| Parti         | Parti                                  | Candidat       | Voix    | %    | ± |
| ------------- | -------------------------------------- | -------------- | ------- | ---- | - |
|               | Conservateur                           | Robert Jackson | 103,488 | 59,4 | ' |
|               | Travailliste                           | P.H. Gray      | 39,900  | 22,9 |   |
|               | Liberal                                | Jack Ainslie   | 30,907  | 17,2 |   |
| Majorité      | Majorité                               | Majorité       | 63,588  | 36,5 |   |
| Participation | Participation                          | Participation  | 174,295 |      |   |
|               | Conservateur vainqueur (nouveau siège) |                |         |      |   |